# Derek Daly
Derek Patrick Daly (* 11. März 1953 in Dundrum im heutigen County Dun Laoghaire-Rathdown) ist ein ehemaliger irischer Formel-1-Fahrer. Er ist der Vater des Rennfahrers Conor Daly.

## Karriere
Im Jahr 1976 gewann er das Formel-Ford-Festival. Im Jahr darauf wurde er Meister in der Britischen Formel-3-Meisterschaft. Von 1977 bis 1983 trat er ebenfalls in der Europäischen Formel-3-Meisterschaft an, wobei er 1978 und 1979 jeweils Dritter in der Gesamtwertung wurde.
In der Formel 1 begann seine Karriere 1978 beim Hesketh-Team; er fuhr auch für Ensign, Tyrrell, March, Theodore und Williams. Bei all seinen Rennen diente ihm der bekannte Ford-Cosworth-Motor als Antriebsquelle. Neben 22 Ausfällen erreichte er acht Mal die Punkteränge, wo er insgesamt 15 Meisterschaftspunkte, allerdings keinen Podiumsplatz erlangte.
Nach dem Ende seiner aktiven Formel-1-Karriere im Jahr 1982 wechselte er in die Champ-Car-Serie und fuhr dort von 1982 bis 1989 insgesamt 66 Rennen mit einem dritten Platz als bestem Ergebnis.
Von 1988 bis 1990 startete er darüber hinaus drei Mal bei den 24 Stunden von Le Mans. Nach einem vierten Platz 1988 auf einem Jaguar XJR-9LM fiel er bei den anderen beiden Rennen jeweils mit Motorschaden aus.

## Statistik

### Statistik in der Formel-1-Weltmeisterschaft

#### Einzelergebnisse
| Saison | 1   | 2   | 3    | 4    | 5   | 6   | 7   | 8   | 9   | 10  | 11  | 12  | 13  | 14  | 15 | 16 |
| ------ | --- | --- | ---- | ---- | --- | --- | --- | --- | --- | --- | --- | --- | --- | --- | -- | -- |
| 1978   |     |     |      |      |     |     |     |     |     |     |     |     |     |     |    |    |
|        |     |     | DNPQ | DNPQ | DNQ |     |     | DNQ | DNF |     | DSQ | DNF | 10  | 8   | 6  |    |
| 1979   |     |     |      |      |     |     |     |     |     |     |     |     |     |     |    |    |
| 11     | 13  | DNQ | DNF  | DNQ  | DNQ | DNQ |     |     |     | 8   |     |     | DNF | DNF |    |    |
| 1980   |     |     |      |      |     |     |     |     |     |     |     |     |     |     |    |    |
| 4      | 14  | DNF | 8    | 9    | DNF | 11  | 4   | 10  | DNF | DNF | DNF | DNF | DNF |     |    |    |
| 1981   |     |     |      |      |     |     |     |     |     |     |     |     |     |     |    |    |
| DNQ    | DNQ | DNQ | DNQ  | DNQ  | DNQ | 16  | DNF | 7   | DNF | 11  | DNF | DNF | 8   | DNQ |    |    |
| 1982   |     |     |      |      |     |     |     |     |     |     |     |     |     |     |    |    |
| 14     | DNF | DNF |      | DNF  | 6*  | 5   | 7   | 5   | 5   | 7   | DNF | DNF | 9   | DNF | 6  |    |

| Legende  | Legende            | Legende                                                          |
| Farbe    | Abkürzung          | Bedeutung                                                        |
| -------- | ------------------ | ---------------------------------------------------------------- |
| Gold     | –                  | Sieg                                                             |
| Silber   | –                  | 2. Platz                                                         |
| Bronze   | –                  | 3. Platz                                                         |
| Grün     | –                  | Platzierung in den Punkten                                       |
| Blau     | –                  | Klassifiziert außerhalb der Punkteränge                          |
| Violett  | DNF                | Rennen nicht beendet (did not finish)                            |
| Violett  | NC                 | nicht klassifiziert (not classified)                             |
| Rot      | DNQ                | nicht qualifiziert (did not qualify)                             |
| Rot      | DNPQ               | in Vorqualifikation gescheitert (did not pre-qualify)            |
| Schwarz  | DSQ                | disqualifiziert (disqualified)                                   |
| Weiß     | DNS                | nicht am Start (did not start)                                   |
| Weiß     | WD                 | zurückgezogen (withdrawn)                                        |
| Hellblau | PO                 | nur am Training teilgenommen (practiced only)                    |
| Hellblau | TD                 | Freitags-Testfahrer (test driver)                                |
| ohne     | DNP                | nicht am Training teilgenommen (did not practice)                |
| ohne     | INJ                | verletzt oder krank (injured)                                    |
| ohne     | EX                 | ausgeschlossen (excluded)                                        |
| ohne     | DNA                | nicht erschienen (did not arrive)                                |
| ohne     | C                  | Rennen abgesagt (cancelled)                                      |
| ohne     | keine WM-Teilnahme |                                                                  |
| sonstige | P/fett             | Pole-Position                                                    |
| sonstige | 1/2/3/4/5/6/7/8    | Punktplatzierung im Sprint-/Qualifikationsrennen                 |
| sonstige | SR/kursiv          | Schnellste Rennrunde                                             |
| sonstige | *                  | nicht im Ziel, aufgrund der zurückgelegten Distanz aber gewertet |
| sonstige | ()                 | Streichresultate                                                 |
| sonstige | unterstrichen      | Führender in der Gesamtwertung                                   |

### Le-Mans-Ergebnisse
| Jahr | Team                           | Fahrzeug       | Teamkollege   | Teamkollege   | Platzierung | Ausfallgrund |
| ---- | ------------------------------ | -------------- | ------------- | ------------- | ----------- | ------------ |
| 1988 | Silk Cut Jaguar                | Jaguar XJR-9LM | Kevin Cogan   | Larry Perkins | Rang 4      |              |
| 1989 | Silk Cut Jaguar                | Jaguar XJR-9LM | Davy Jones    | Jeff Kline    | Ausfall     | Motorschaden |
| 1990 | Nissan Performance Technologie | Nissan R90CK   | Geoff Brabham | Chip Robinson | Ausfall     | Motorschaden |

### Sebring-Ergebnisse
| Jahr | Team                          | Fahrzeug            | Teamkollege   | Teamkollege  | Teamkollege   | Platzierung | Ausfallgrund |
| ---- | ----------------------------- | ------------------- | ------------- | ------------ | ------------- | ----------- | ------------ |
| 1990 | Nissan Performance Tech.      | Nissan GTP ZX-Turbo | Bob Earl      |              |               | Gesamtsieg  |              |
| 1991 | Nissan Performance            | Nissan NPT-90       | Geoff Brabham | Gary Brabham |               | Gesamtsieg  |              |
| 1992 | Nissan Performance Technology | Nissan NPT-91A      | Geoff Brabham | Gary Brabham | Arie Luyendyk | Rang 2      |              |

### Einzelergebnisse in der Sportwagen-Weltmeisterschaft
| Saison | Team              | Rennwagen    | 1   | 2   | 3   | 4   | 5   | 6   | 7   | 8   | 9   | 10  | 11  |
| ------ | ----------------- | ------------ | --- | --- | --- | --- | --- | --- | --- | --- | --- | --- | --- |
| 1982   | Grid Plaza Racing | Grid S1      | MON | SIL | NÜR | LEM | SPA | MUG | FUJ | BRH |     |     |     |
| 1982   | Grid Plaza Racing | Grid S1      |     |     |     |     | DNF |     |     |     |     |     |     |
| 1988   | Jaguar Cars       | Jaguar XJR-9 | JER | JAR | MON | SIL | LEM | BRÜ | BRH | NÜR | SPA | FUJ | SAN |
| 1988   | Jaguar Cars       | Jaguar XJR-9 |     | 4   |     |     |     |     |     |     |     |     |     |